# Kandersteg
Kandersteg là một đô thị ở huyện Frutigen tại bang Berne ở Thụy Sĩ. Đô thị này có diện tích 133,9 km², dân số năm 2005 là 1174 người. Vị trí đô thị này nằm dọc theo thung lũng sông Kander, phía tây rặng Jungfrau Du lịch đóng một vai trò quan trọng của cư dân ở đây với các hoạt động trượt tuyết, leo núi.